# James Taylor Ellyson

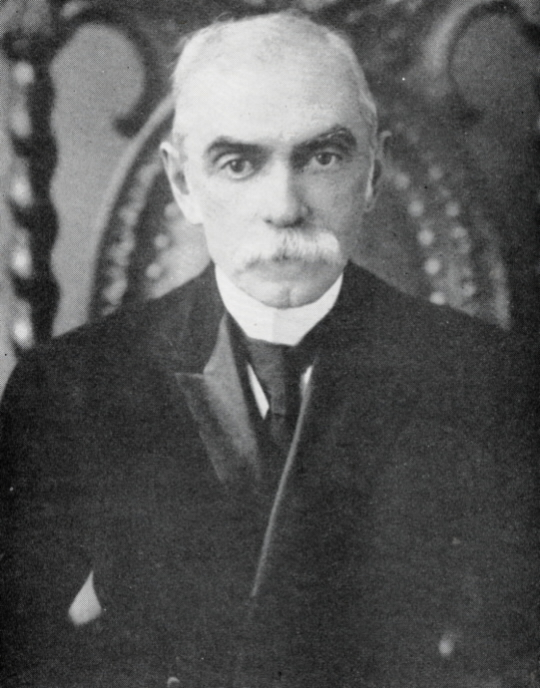
James Taylor Ellyson

James Taylor Ellyson (* 20. Mai 1847 in Richmond, Virginia; † 18. März 1919 ebenda) war ein US-amerikanischer Politiker. Zwischen 1906 und 1918 war er Vizegouverneur des Bundesstaates Virginia.

## Leben
Trotz seiner Jugend diente James Ellyson während des Bürgerkrieges im Heer der Konföderation. In den Jahren 1866 und 1867 absolvierte es das Richmond College. Nach einem anschließenden Jurastudium an der University of Virginia in Charlottesville wurde er im Jahr 1869 als Rechtsanwalt zugelassen. Ob er tatsächlich als Anwalt praktizierte, ist nicht überliefert. Er arbeitete als Reporter für die Zeitung Richmond Daily Dispatch, die seinem Vater gehörte. 20 Jahre lang war er in Richmond im Buchhandel tätig. Außerdem fungierte er als Direktor bei der Alleghany Coal Company und bei einigen Eisenbahngesellschaften.
Politisch schloss sich Ellyson der Demokratischen Partei an. Er wurde Mitglied des Stadtrats von Richmond. Zwischen 1885 und 1888 saß er im Senat von Virginia; von 1888 bis 1894 war er Bürgermeister seiner Heimatstadt Richmond. Von 1891 bis 1916 war er Staatsvorsitzender der Demokraten, von 1912 bis 1916 gehörte er dem Democratic National Committee an. Außerdem bekleidete er in Richmond verschiedene andere lokale Ämter, darunter jenes als Kurator des Richmond College, dessen Vorstandsvorsitzender er ab 1908 war. Er war auch Lehrer an Sonntagsschulen der Baptistenkirche. Überdies war er Mitglied einer konföderierten Veteranenorganisation.
1905 wurde Ellyson an der Seite von Claude A. Swanson zum Vizegouverneur von Virginia gewählt. Dieses Amt bekleidete er nach zwei Wiederwahlen zwischen 1906 und 1918. Dabei war er Stellvertreter des Gouverneurs und Vorsitzender des Staatssenats.  Dabei diente er auch unter Swansons Nachfolgern William Hodges Mann und Henry Carter Stuart. Bis heute ist er der einzige Vizegouverneur Virginias, der drei zusammenhängende Amtszeiten absolvieren konnte. Er starb am 18. März 1919 in Richmond.